# 喬恩·拉維特
喬恩·拉維特（Jonathan Ira Lovett，1982年8月17日—）是美国的播客製作者、喜剧演员、前演讲撰稿人。洛维特是播客 "Pod Save America "和 "Lovett or Leave It "的主持人。作为一名演讲稿撰写人，他曾为奥巴马总统工作，也曾在希拉蕊·柯林頓担任美国参议员和2008年总统候选人时为她工作。他还共同创作了NBC情景喜剧《1600 Penn》，并担任HBO《新闻编辑室》第三季的编剧和制作人。         

## 个人生活
洛维特是位同性恋者。他和普利策奖得主、调查记者兼作家羅南‧法羅自2011年开始恋爱。2019年10月，法羅出版了《捕杀》，他在书中公开宣布了他们的订婚消息，他曾在该书的草稿中向洛维特求婚。 